# Clemensia leucogramma
Clemensia leucogramma är en fjärilsart som beskrevs av Paul Dognin 1914. Clemensia leucogramma ingår i släktet Clemensia och familjen björnspinnare. Inga underarter finns listade i Catalogue of Life.